# RRDTool
RRDtool (съкратено от round-robin database tool) е софтуер за събиране и изобразяване на данни, съхранени в round-robin база данни (кръгов буфер), заради което с времето нужното пространство остава постоянно. Използва се за съхраняване на данни като натовареност на мрежови връзки, температури, натоварване на процесори и други.
Написан е от Тобиас Йотикер като заместител на MRTG – по-ранен Perl-базиран инструмент за работа с round-robin бази данни.
RRDtool може да се използва от Perl, Python, Ruby, Tcl, PHP и Lua.